# كهف إردمانس
كهف إردمانس (بالألمانية: Erdmannshöhle) هو عبارة عن كهف من الحجر المتدفق في قرية هازيل بين شوبفهايم وفير، على بعد 20 كم شرق لوراخ في بادن-فورتمبيرغ في ألمانيا.

## وصلات خارجية
- Welcome to the realm of the little men of the earth! German
- erdmann-cave on www.black-forest-travel.com; English
- English video
- Erdmannshoehle-Hasel-stalactite-cave on www.blackforest-tourism.com; English نسخة محفوظة 3 يوليو 2018 على موقع واي باك مشين.
- Opening hours; German نسخة محفوظة 11 نوفمبر 2013 على موقع واي باك مشين.
- Entrance fees; German نسخة محفوظة 3 أغسطس 2016 على موقع واي باك مشين.